# YH 사건
YH 사건은 가발수출업체인 YH 무역의 여성 생산직 노동자들이 회사폐업조치에 항의하여 야당인 신민당 당사에서 농성시위를 벌인 사건이다. 1979년 8월 9일부터 8월 11일 사이에 벌어졌으며 경찰이 강제 해산하는 과정에서 노동자(김경숙) 1명이 추락사하였다. 이 사망 사건에 대해 경찰은 투신 자살로 조작했으나 <진실과화해를위한과거사정리위원회>의 조사 결과 경찰의 강제 진압 과정에서 추락사한 것으로 밝혀졌다. 이 사건은 후에 김영삼 의원 제명 파동, 부마민중항쟁, 10·26 사태로 이어지는 박정희 정권 종말의 도화선이 되었다.

## 발단
1970년대 초 수출 순위 15위로 대한민국 최대의 가발수출업체였던 <YH 무역>은 1970년대 중반부터 수출 둔화, 업주의 자금 유용, 무리한 기업 확장 등으로 심각한 경영난에 빠져들어 1979년 3월 폐업을 공고했다. <YH 무역>의 사장 장용호는 회사의 재산을 정리하고 미국으로 떠났다. 1975년 설립되어 적극적인 활동을 전개해 온 노동조합은 이에 회사 정상화 방안을 채택, <YH 무역>을 회생시키기 위해 여러 방면으로 노력하였으나, 회사측과 정부 당국이 시종 무성의한 태도를 보이자 4월 13일부터 장기 농성에 들어갔다.

## 신민당과 김영삼
노동자 172명은 8월 9일부터 도시산업선교회의 알선으로 사회적 파급효과가 큰 서울특별시 마포구 신민당 당사에서 농성을 감행했다. 당 총재 김영삼은 이들을 위로하면서 '여러분이 마지막으로 우리 당사를 찾아 준 것을 눈물겹게 생각한다'며 '우리가 여러분을 지켜주겠으니 걱정말라'고 노동자들을 안심시켰다.
8월 9일부터 8월 10일까지 김영삼과 신민당 의원들은 신민당 당사 주변을 순찰하며 경찰 정보과, 보안과에서 나온 형사들을 발견하면 멱살을 잡고 발길로 차고 따귀를 치며 경고를 하였다. 8월 11일 새벽 경찰이 신민당에 최후통첩을 내렸다. 이순구 서울시경 경무국장이 당사에 전화를 걸어 총재를 바꾸라고 당직자에게 요구했지만 김영삼은 건방지다며 전화를 받지 않았다. 오히려 작전지휘에 나선 마포경찰서 정보과장을 만나자 '너희들이 저 여공을 다 죽이려 하냐'며 뺨을 올려붙였다.
이에 경찰은 신민당의 반대에도 불구하고 치안상의 이유를 들어 8월 11일 새벽 2시경 1천-2천여명을 투입, 20여분 만에 강제해산시켰다. 신민당 의원, 당직자들이 몸싸움을 벌였지만 역부족이었고 YH무역 노동자들은 모두 강제연행되었다. 경찰은 연행과정에서 건물옥상에 올라간 노동자들 중 김경숙(당시 21세)이 몽둥이에 맞아서 죽었으나 추락하여 사망했다고 조작 발표했고 김영삼은 경찰에 의해 상도동 집으로 강제로 끌려나갔다. 여성 노동자 10여명, 신민당원 30여명, 취재기자 12명이 부상을 입었다. 신민당은 김경숙의 추락사가 강제해산 도중에 발생했다고 주장하였으나, 경찰은 '경찰의 신민당 진입과 무관하다'고 발표하였다.

## 후폭풍
8월 17일 경찰은 이 사건과 관련하여 주동자로서 이 회사 노조간부를 구속하였으며, 배후조종자로 도시산업선교회 소속 인명진(印明鎭) 목사 등 7명도 구속하였다. 이 사건은 1970년대의 일대 여성 노동자들의 노동운동으로서, 사건 직후 야당 및 여러 민주화운동 세력이 공동전선을 형성, 반유신투쟁에 나서는 계기가 되어 10·26 사태의 도화선이 되었다.

## 사장
<YH 무역>의 사장 장용호는 제4대 중앙정보부장 김형욱과 친구였고 이 사건 이후 미국으로 떠나, 뉴욕한인회장을 역임하였다. 자신의 이름을 딴 <YH 무역>은 일당을 220원 지불하였는데 이는 커피 한 잔 값에 해당했다. 김영삼이 대통령이 된 시기에는 뉴욕한인회장으로서 청와대에서 김영삼을 만나기도 하였다. 그는 청와대에서 김영삼이 자신을 부정부패의 장본인이라 한 점에 대하여 항의하였고, 김영삼이 그에 대해 사과하였다고 주장하였다. 그는 사건 이후에도 미국에 대형빌딩을 포함하여 적어도 3개 이상의 부동산을 보유하고 있었다. 언론 보도에 따르면 그가 미국으로 빼돌린 금액은 당시 돈으로 15억 원으로 추정된다. 자녀들은 하버드와 스탠포드 출신이다.

## 같이 보기
- 김영삼
- 신민당
- 부마 민주화 운동
- 김영삼 의원 제명 파동
- 제4공화국
- 10·26 사태
- 이돈명
- 박철언